# Савей
Савей, син Біхрі (івр. שֶׁבַע בֶּן בִּכְרִי, Шев'а бен Біхрі) — біблейсько-історична постать. Претендент на трон царя об’єднаного Ізраїльсько-Юдейського царства

## Життєпис
Коли Давид після походу проти свого сина Авесалома, засмучений, повертався до Єрусалима, народ підбурив заколот, який очолив Савей. Його почали переслідувати війська Давида, й він зачинився в укріпленому місті Авелі, облога якого могла затягнутись надовго, якщо б за порадою однієї жінки громадяни не схопили заколотника, голову якого викинули за стіни воєначальнику Давида Йоаву (2 Сам. 19 - 20). Заколот Савея був першим вибухом проти династичного руху з боку північних родин, що призвів у подальшому до повного відокремлення десяти ізраїльських родів від династії Давида.